# Léon Guichenné
 (décembre 2023).
Si vous disposez d'ouvrages ou d'articles de référence ou si vous connaissez des sites web de qualité traitant du thème abordé ici, merci de compléter l'article en donnant les références utiles à sa vérifiabilité et en les liant à la section « Notes et références ».
Léon Guichenné est un homme politique français né le 7 septembre 1845 à Bayonne (Basses-Pyrénées) et décédé le 10 mai 1926 à Bayonne.

## Biographie
Avocat, bâtonnier, il est conseiller municipal de Bayonne, conseiller général et député des Basses-Pyrénées, de 1905 à 1924, inscrit au groupe des Républicains progressistes, puis à l'Action libérale.